# Anastasius Hartmann

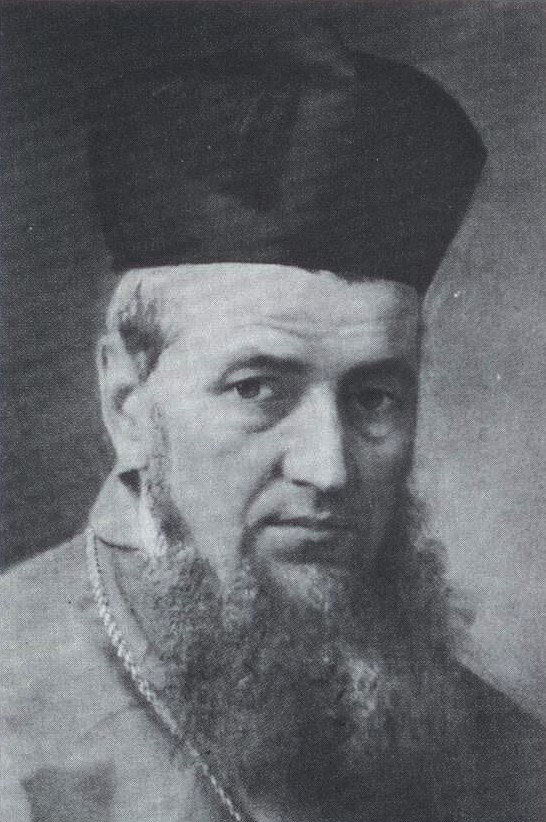
Bischof Anastasius Hartmann

Anastasius Hartmann OFMCap (* 24. Februar 1803 in Altwis, Kanton Luzern, als Joseph Alois Hartmann; † 24. April 1866 in Kurji bei Patna, Indien) war ein Schweizer Kapuziner, Missionar in Indien, Titularbischof und Apostolischer Vikar von Patna bzw. Bombay.

## Leben und Wirken

### Kapuziner in der Schweiz
Er wurde geboren zu Altwis, als Sohn der Bauersleute Joseph Hartmann und seiner Ehefrau Barbara geb. Nietlisbach und am Tag nach seiner Geburt in der örtlich zuständigen Pfarrkirche zu Hitzkirch getauft.
Er besuchte das Gymnasium in Solothurn und trat am 17. September 1821 zu Baden im Aargau in das Noviziat des Kapuzinerordens ein. 1822 legte er seine Gelübde ab, am 24. September 1825 erhielt er die Priesterweihe. Bis 1830 wirkte er als Seelsorger in Luzern, dann als Novizenmeister und Lehrer der Theologie zu Freiburg im Üechtland. Am 18. Juli 1829 hielt er bei der öffentlichen Hinrichtung von Elisabetha Müller auf der Richtstätte außerhalb von Luzern die Standrede. 1839 entsandte man ihn als Philosophielehrer nach Solothurn. Er verspürte den starken Wunsch, in die überseeischen Missionen zu gehen, was er erst nach längerem Zögern seiner Oberen erreichte.

### Missionar in Indien
Im September 1841 verließ Hartmann die Schweiz und zog zu Fuß nach Rom. Dort hielt ihn jedoch der Ordensgeneral zur Ausbildung anderer Missionare zurück. Erst 1843 wurde er der Mission Agra in Indien zugeteilt. Schon nach fünf Monaten leitete er die Missionsstation in der Stadt Gwalior, im heutigen Madhya Pradesh.

### Apostolischer Vikar und Bischof

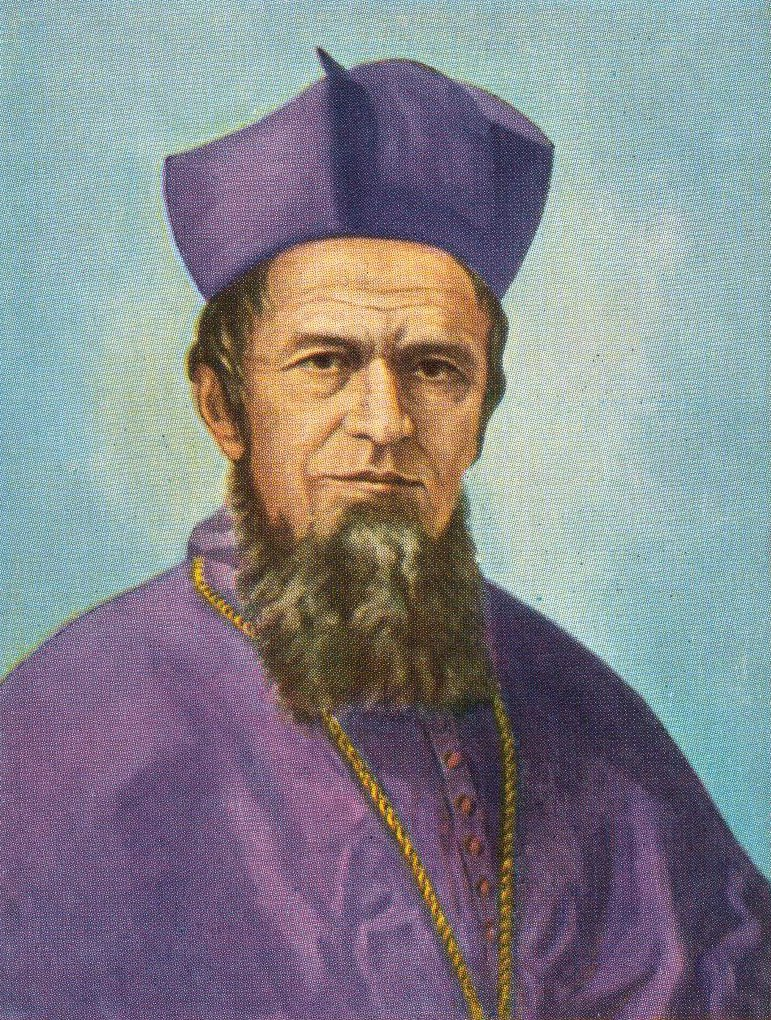
Bischof Anastasius Hartmann

Im September 1845 ernannte Papst Gregor XVI. den Schweizer Kapuziner zum Apostolischen Vikar von Patna und Titularbischof von Derbe, die Bischofsweihe erfolgte in Agra am 15. März 1846, durch den dortigen Apostolischen Vikar Pater Anthony Borghi, O.Carm. Der Sprengel Hartmanns bestand bei seiner Amtsübernahme nur aus sieben Pfarreien die von vier Priestern betreut wurden. Er arbeitete mit großem Eifer und unter schwierigsten Verhältnissen.
Ab 16. August 1849 vertraute man Anastasius Hartmann zusätzlich, als Administrator, auch das ungleich bedeutendere Vikariat Bombay an, in dem es neben der mühevollen und aufreibenden Missionsarbeit noch kircheninterne Schwierigkeiten gab. Die ganze indische Westküste war in einen Kirchenstreit, zwischen den dort historisch zuständigen, portugiesischen Bischöfen und den von Rom später eingesetzten Apostolischen Vikaren verwickelt, der schließlich im sogenannten Goanesischen Schisma gipfelte. Die portugiesischen Bischöfe konnten ihre Diözesen aus politischen Gründen ab Anfang des 18. Jahrhunderts meist nicht mehr erreichen und betreuen, weshalb die Propagandakongregation in Rom eine seelsorgerisch praktikable Lösung anstrebte und jene Gebiete interimsmäßig von apostolischen Vikaren anderer Nationalitäten verwalten ließ, bis 1838 Papst Gregor XVI. diesen Vikaren kirchenrechtlich schließlich sogar die volle Jurisdiktion zusprach und die alten portugiesischen Bistümer aufhob. Portugal akzeptierte die Entscheidung nicht und entsandte Gegenbischöfe, wodurch es zu einer verhängnisvollen Doppeljurisdiktion kam, in deren Verlauf die portugiesischen Bischöfe immer wieder versuchten, die von Rom bestellten aus Pfarreien und Missionsstationen zu verdrängen. Jene Situation war eines der Hauptprobleme, mit dem Anastasius Hartmann in seiner Zeit als Apostolischer Vikar von Bombay zu kämpfen hatte.
Daneben versuchte der Schweizer die Seelsorge zu verbessern und die katholische Kirche in der wichtigen Stadt fest zu etablieren. 1850 rief Bischof Hartmann als sein Sprachrohr den „Bombay Examiner“ ins Leben, die älteste, heute noch existierende, katholische Zeitung Indiens. Er errichtete neue Pfarreien und Schulen, unermüdlich bereiste er sein Bistum auch über weite und unwegsame Strecken hinweg.
Am 9. Juli 1854 erhielt Anastasius Hartmann in der Person des Österreichers Athanasius Zuber (1824–1872) einen Nachfolger als Apostolische Vikar von Patna. Hartmann amtierte ab diesem Jahr ausschließlich als Apostolischer Vikar von Bombay. Am 8. März 1854 hatte er seinem dortigen Coadjutor, dem späteren Kardinal Ignatius Persico die Bischofsweihe erteilt, ebenso wie bereits am 15. Mai 1853 dem neuen Apostolischen Vikar von Mangalore, Pater Michael Anthony Anfossi.
1856 trat Anastasius Hartmann infolge gesundheitlicher Probleme von seinem Amt zurück und besuchte Europa. Sowohl in seinem Heimatland, als auch in Frankreich und England warb er für die Anliegen der indischen Kirche. Als er sich in Paris aufhielt verkehrte er dort im Umkreis des Hl. Peter Julian Eymard, der gerade seinen Orden der Eucharistiner gründete. Bischof Hartmann nahm im neu eingerichteten Ordenshaus, am 6. Januar 1857, die erste feierliche Aussetzung des Hl. Altarsakramentes zur Anbetung vor. Später verwandte man den Schweizer als Missionssekretär der Kapuziner in Rom. Seine praktischen Erfahrungen aus Indien machten ihn zum Fachmann und trugen entscheidend zur Innovation der Missionsarbeit seines Ordens bei; auch im Vatikan war er als Ratgeber sehr geschätzt.
1860 resignierte Athanasius Zuber, Hartmanns bischöflicher Nachfolger in Patna, krankheitsbedingt und der Schweizer wurde mit Datum vom 24. Januar des Jahres zum zweiten Mal in dieses Amt berufen. Er amtierte als Apostolischer Vikar wieder mit großem Geschick und Eifer, litt jedoch sehr unter seiner geschwächten Gesundheit. In Verhandlungen mit der Englischen Kolonialregierung gelang es ihm die Stellung der katholischen Kirche in ganz Indien zu verbessern; besonders auch hinsichtlich der kirchlichen Eheschließungspraxis und der Stellung katholischer Feldkapläne bei den englischen Kolonialtruppen.
Bischof Anastasius Hartmann starb am 24. April 1866 in Kurji, St. Joseph`s Orphanage (nahe Patna), wo sich zu diesem Zeitpunkt seine Residenz befand, an der Cholera. Er stand im Ruf der Heiligkeit. Man begrub ihn in der (alten) Kathedrale von Patna, bald darauf in der St. Josephskirche von Bankipore. 1886 wurde das Apostolische Vikariat Patna aufgelöst, in das Bistum Allahabad umgewandelt und der Amtssitz in diese Stadt verlegt. Deshalb überführte man Hartmanns sterbliche Überreste 1920 nach Allahabad, wo sie heute vor dem rechten Seitenaltar der Kathedrale St. Joseph ruhen.

## Verehrung
Bereits 1906 leiteten die Bistümer Allahabad und Basel gemeinsam den Seligsprechungsprozess von Bischof Hartmann ein, in dessen Verlauf reichlich Material über den Missionspionier gesammelt wurde. Die Causa wurde nach positivem Abschluss auf Diözesanebene nach Rom abgegeben. Papst Johannes Paul II. anerkannte am 21. Dezember 1998 den heroischen Tugendgrad seines Lebens und verlieh ihm den Titel „Ehrwürdiger Diener Gottes“.